# مانويل بافيا

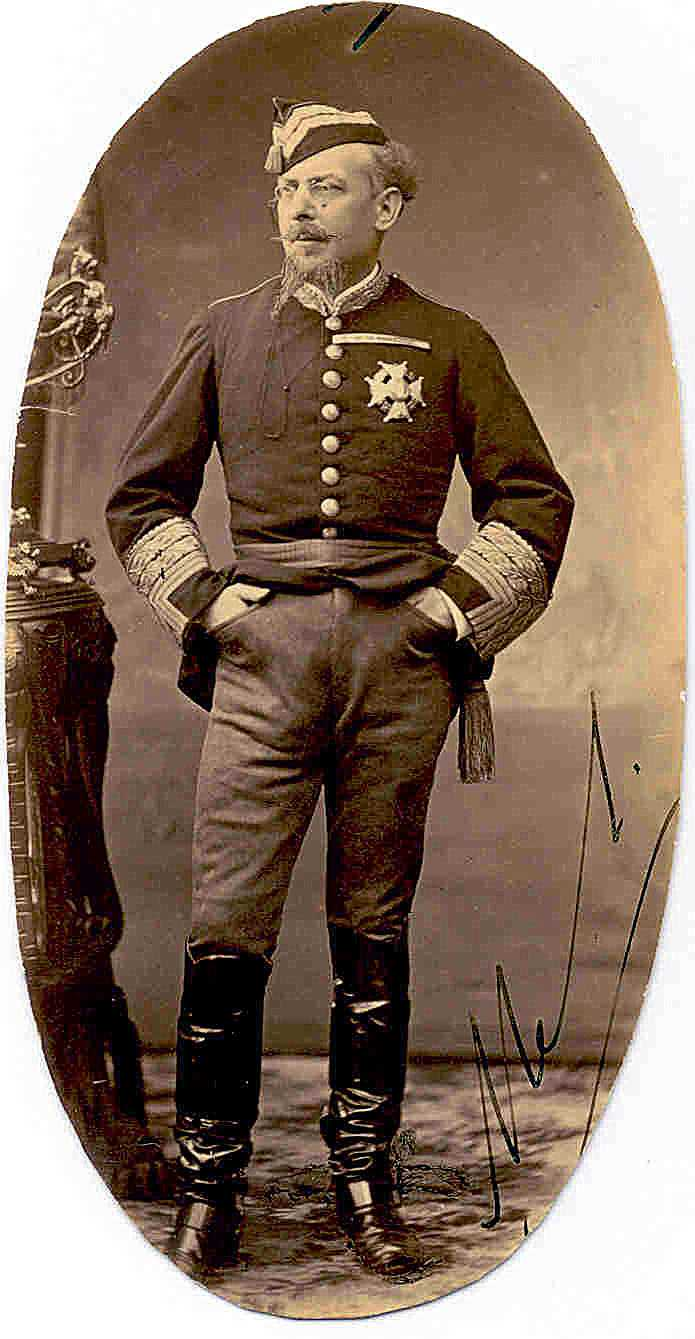
مانويل بافيا

مانويل بافيا ورودريغيز دي البوكيرك (بالإسبانية: Manuel Pavia y Rodriguez de Alburquerque)‏ (2 أغسطس 1828 – 4 يناير 1895) وهو جنرال إسباني ولد في مدينة قادس. وقد شارك الجنرال في الأحداث الرئيسية للحياة السياسية الإسبانية في النصف الثاني من القرن 19. حيث شارك في ثورة 1868 التي أزاحت إيزابيل الثانية من السلطة وقاد الانقلاب الذي ادى إلى حكم الجنرال سيرانو للجمهورية الأولى مما ساهم في إفساح المجال لعودة البوربون.

## بداية حياته
بدأت حياة مانويل بافيا العسكرية سنة 1841 عندما دخل كلية المدفعية الملكية في سيغوفيا بعمر 14 سنة. ثم أصبح ملازم في 1846 ونقيب في 1855. عاد بافيا إلى إسبانيا بعد اشتراكه في حرب المغرب سنة 1859 وفي الحملة الأوروبية للمكسيك سنة 1862، وفي ذلك العام أعلن ترقيته إلى رائد.
وأول مساهمة مهمة له في التاريخ الاسباني كانت في يناير 1866، كونه قائد عمل تحت قيادة الجنرال خوان بريم عندما شارك في ثورة غير ناجحة ضد نظام إيزابيل الثانية والذي توقف في مدريد. فترك بريم الاتحاد الليبرالي لأودونيل ودخل في الحزب التقدم الجديد. في نهاية تلك السنة نظم بافيا وبريم تمردا مع جنرالات آخرين ولكنه لم ينجح بسبب الافتقار إلى الدعم الشعبي والعسكري. فأرسل أودونيل مفرزة للقبض على المتآمرين. فهرب بريم وبافيا إلى البرتغال. وخلال رحلة الهروب تلقوا الكثير من الدعم من الأهالي الاسبان.

## من ثورة 1868 إلى الاستعادة
عاد بافيا إلى إسبانيا بعد عامين من المنفى، وبدأ بالتعاون مرة أخرى مع الجنرال بريم، ولكن هذه المرة بدأ حركة ثورية ناجحة في أغسطس 1866 بعد اتفاق أوستند مع الحزب الديمقراطي. فاندلع تمرد مسلح في أندلوسيا الذي أعده المجلس الثوري من الديمقراطيين والتقدميين التي حفزتها تلك المؤامرة العسكرية. وفي سبتمبر 1868 أعلن بريم من قادس بيان «المجد لإسبانيا». وفي 28 سبتمبر انتصر في معركة ألكوليا وتلقى الدعم من برشلونة ومدن ساحل البحر الأبيض المتوسط مما الثورة تنتصر انتصارا حاسما. فتركت الملكة البلاد في 30 سبتمبر، وتشكلت حكومة مؤقتة تحت حكم الجنرال سيرانو.
خلال هذه الفترة، خاض بافيا الحرب في نافارا مع بداية الحرب الكارلية الثالثة سنة 1873. (مع اعلان الجمهورية الأولى) مع الجنرال مارتينيز كامبوس قمع ثورة الكانتونات التي بدأت 12 يوليو من ذلك العام خلال رئاسة بي مارغال في قرطاجنة التي ارادت أن تشكل اتحاد الكانتونات الإقليمية المستقلة عن السلطة المركزية.
تمكن بافيا ومارتينيز كامبوس من الإستيلاء على جميع الكانتونات الواحدة تلو الأخرى بين 26 يوليو و 8 أغسطس في فترة حكم الرئيس إميليو كاستيلار، إلا كانتون كارتاخينا الذي قاوم حتى 13 يناير 1874. وتولى بافيا أواخر 1873 من احتلال منصب الكابتن العام «لقشتالة الجديدة» ومقرها مدريد، وظيفة التي كان يؤديها عندما طلب الرئيس كاستيلار (خلال الأيام الأولى من 1874) من الكورتيس للتصويت على الثقة التي أسقطها البرلمان.
وفي 3 يناير قدم بافيا (وكان موقفه السياسي مؤيدا للجمهورية المتحدة) نفسه في الكورتيس وأمر بإخلاء المبنى في الوقت الذي سيشرع فيه بانتخاب رئيس جديد بقيادة أحد الفيدراليين. وما أن أمر رئيس مجلس النواب نيكولاس سالميرون بإخراجهم حتى دخلت قوات الحرس المدني والجيش مبنى البرلمان وبدأوا إطلاق النار داخل الممرات فأخلى النواب المبنى بسرعة. بدأت مرحلة جديدة للجمهورية الأولى بقيادة فرانسيسكو سيرانو وسميت بمرحلة ديكتاتورية سيرانو والتي فسحت المجال بسرعة لعودة أسرة البوربون مع ألفونسو الثاني عشر ابن إيزابيلا الثانية.
وكان بافيا خلال حكم البوربون الكابتن العام لكتالونيا من 1880 حتى 1881 ثم كابتن عام «قشتالة الجديدة» سنة 1885 تحت حكم وصاية ماريا كريستينا دي هابسبورغو-لورينا.

## وفاته
تمت ترقيته خلال السنوات الأخيرة من حياته إلى كابتن عام، ثم رئيس «المجلس الأعلى للقضاء العسكري» وكتب قصص مختلفة عن التاريخ العسكري. وقد توفي مانويل بافيا في 4 يناير 1895.